# Roxburgh Viaduct
Der Roxburgh Viaduct ist eine ehemalige Eisenbahnbrücke in der schottischen Ortschaft Roxburgh in der Council Area Scottish Borders. 1971 wurde das Bauwerk in die schottischen Denkmallisten in der höchsten Denkmalkategorie A aufgenommen.

## Geschichte
Der Viadukt wurde zwischen 1847 und 1850 durch die North British Railway als Teil der Bahnstrecke zwischen St Boswells und Tweedsmouth, welche die Waverley Line mit der heutigen East Coast Main Line verband, erbaut. Vermutlich war C. D. Young & Co. das ausführende Unternehmen. Mit Schließung der Strecke 1968 wurde die Brücke geschlossen. Heute ist sie Teil des Fernwanderwegs The Borders Abbeys Pedestrian Way.

## Beschreibung
Der Mauerwerksviadukt überspannt den Teviot mit 14 ausgemauerten Rundbögen. Die sechs mittleren Bögen weisen hierbei lichte Weiten von 14,2 m auf. Die jeweils vier flankierenden Bögen sind nur noch rund 9,1 m weit. Die Lichte Höhe beträgt maximal etwa 21 m. Der Viadukt besteht aus grob behauenem Bruchstein, der zu einem Schichtenmauerwerk verbaut wurde. Da die Bahnstrecke im Bereich der Teviot-Querung eine weite Kurve beschreibt, ist der Viadukt geschwungen.